# Hurricane (песня Эден Голан)
«Hurricane» (с англ. — «Ураган»; изначально известна как «October Rain») — баллада Керен Пелес и Ави Охайона на их же слова, выпущена 10 марта 2024 года на лейбле Session 42. Песня представляла Израиль на конкурсе песни «Евровидение-2024» в исполнении певицы Эден Голан.
Песня попала под пристальное внимание из-за своего оригинального названия «October Rain» (с англ. — «Октябрьский дождь»), которое вместе с текстом было расценено как политическое послание, намекающее на самую крупную резню мирного населения в истории Израиля устроенную террористами ХАМАСА 7 октября на музыкальном фестивале в Реиме. В результате Европейский вещательный союз (EBU), организация, управляющая проведением конкурса «Евровидение», потребовала переписать песню в конце февраля 2024 года. После многочисленных переписываний окончательный вариант под названием «Hurricane» был утвержден EBU 7 марта. Песня в обоих вариантах, как и сама Голан, неоднократно сталкивалась с призывами исключить её из конкурса.

## История

### Предыстория
В 2016 году Украина стала победительницей конкурса выступив с балладой «1944» про депортацию крымских татар Сталиным, и данное произведение многие восприняли аллегорией к аннексии Крыма РФ, но EBU посчитали, что произведение не содержит «политических высказываний».
6 февраля 2024 года Эден Голан была выбрана представителем Израиля на Евровидении.

### Споры перед номинацией
21 февраля 2024 года израильский новостной веб-сайт Ynet опубликовал статью, в которой утверждалось, что ЕВС отклонил предложенную песню под названием «October Rain» (рус. «Октябрьский дождь»), посчитав текст песни политическим, в то время как израильский телевещатель Kan заявил, что не планирует вносить какие-либо изменения в текст песни, тем самым рискуя участием Израиля в конкурсе 2024 года. После того как произошла утечка части баллады Kan опубликовал 22 февраля 2024 года полный текст произведения.
Kan и ЕВС позднее прокомментировали статью, заявив, что предложенная песня всё ещё рассматривается, и что, если она не будет соответствовать критериям, телевещателю Kan будет дана возможность изменить текст песни или предложить новую песню до 11 марта.
В свою очередь, Kan заявил, что если ЕВС попросит изменить текст песни, они не будут делать этого и впоследствии будут вынуждены отказаться от участия в конкурсе. Мики Зохар, министр культуры и спорта Израиля, назвал намерение ЕВС отклонить песню «скандальным» и «призвал Европейский вещательный союз продолжать действовать профессионально и нейтрально, не позволяя политике влиять на искусство».
Министр культуры и спорта Мики Зохар заявил, что «намерение ЕВС признать недействительной песню Израиля на Евровидении является скандальным… Песня Израиля, которую исполнит Эден Голан, — это трогательная песня, которая выражает настроение народа и страны в эти дни и не носит политического характера».

## Припев баллады в версии «October Rain»
Hours and hours and flowers

Life is no game for the cowards

Why does time go wild

Every day I’m loosing my mind

Holding on in this mysterious ride
Перевод припева баллады (не поэтизированный):
Часы, ещё часы и цветы.

Жизнь — игра не для трусов.

Почему время обезумело?

Я каждый день схожу с ума,

выживая в этой загадочной гонке.